# Manuel Gregorio Tavárez

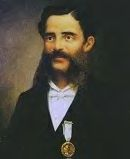
Manuel Gregorio Tavárez

Manuel Gregorio Tavárez (* 28. November 1843 in San Juan; † 1. Juli 1883 in Ponce) war ein puerto-ricanischer Komponist, Pianist und Musikpädagoge.

## Leben
Tavarez hatte in seiner Geburtsstadt Klavierunterricht bei José Cabrizas und Domingo Delgado. Wegen seines bedeutenden Talentes zeichnete ihn die Sociedad Económica de Amigos del País mit einem Stipendium aus, das ihm ab 1858 ein Studium am Conservatoire de Paris bei Aubert und d’Albert ermöglichte. Hier entstand seine Gran fantasía de concierto für Klavier und Orchester.
Nach nur zehn Monaten zwang ihn  eine Erkrankung zur Rückkehr nach Puerto Rico, wo er als Klavierlehrer in San Juan, Caguas und ab 1870 in Ponce wirkte. Zu seinen Schülern zählten u. a. Juan Morel Campos und Francisco Cortés.
In Ponce wandte er sich der Komposition von puerto-ricanischen Dancas zu, bei denen er kubanische Dancas mit europäischer Harmonik und Melodik und Einflüssen aus der afrikanischen Musik verband. Diese Werke brachten ihm den Ruf des Padre de la Danza Puertorriqueña ein.
Neben Danzas wie Margarita, Ausencia,  und Pobre corazón entstanden Walzer wie El 24 de junio und der Vals de Concierto und die Cuadros musicales (Recuerdos de antaño, Virgen de Borinquen, Dicha fugaz und La hamaca), Weiterhin komponierte Tavárez zwei Sinfonien: A Campeche und Souvenir de Puerto Rico (Aires del país). Mit dem Marsch Redención gewann er 1882 den Musikwettbewerb bei der Messe von Ponce. Als Liedkomponist trat er u. a. mit Súplica a mis amigos von José Gautier Benítez hervor. Zudem gab er zwei Sammlungen puerto-ricanischer Musik heraus: Album Filharmónica (1863) und El Delirio Puertorriqueño (1867–69).